# Jan z Brienne
Jan z Brienne (ur. ok. 1169/1170, zm. 23 marca 1237) – król Jerozolimy w latach 1210–1212, cesarz łaciński w latach 1231–1237.

## Życiorys
Urodził się w Szampanii jako drugi syn Erarda II de Brienne i Agnieszki de Montfaucon, hrabiny Montbéliard (urodzonej jako Agnieszka de Nevers, córka Wilhelma III de Nevers). Początkowo został przeznaczony na duchownego, ale wolał zostać rycerzem i po latach turniejów i walk zyskał znakomitą reputację. Brał udział w III i IV krucjacie. Kiedy w 1208 z Ziemi Świętej do króla Francji – Filipa II Augusta, przybyli posłowie z pytaniem kogo z baronów proponowałby na męża młodej królowej Jerozolimy, Filip II August wskazał Jana i obiecał wspierać go jako nowego króla.
Jan poślubił królową Marię z Montferratu, w 1210. Maria była znacznie młodsza od niego, była córką królowej Izabeli i Konrada z Montferratu. W 1211 Jan z Brienne zawarł 6-letni pokój z muzułmańskim władcą Al-Adilem. W 1212, wkrótce po urodzeniu córki, Maria zmarła; po śmierci żony Jan pełnił funkcję regenta dla ich jedynej córki Jolanty (znanej również jako Izabela II). W 1214 ożenił się z księżniczką Stefanią Armeńską (zm. 1219), córką króla Leona II. Ze Stefanią miał również jedno dziecko – syna Jana (1216–1220), sukcesora Armenii, który jednak zmarł w dzieciństwie.
W 1224 Jan ożenił się po raz trzeci. Jego trzecią żoną została Berengaria z Leónu, córka króla Alfonsa IX i Berengarii Kastylijskiej. Urodziła czworo dzieci:
- Marię de Brienne (1225–1275), która poślubiła władcę Cesarstwa Łacińskiego – Baldwina II,
- Alfonsa de Brienne (ok. 1228–1270), który poślubił Marię d'Issoudon, hrabinę d'Eu i sam został hrabią d'Eu oraz Wielkim Kanclerzem Francji,
- Jana II de Brienne (ok. 1230–1273), który w 1258 został Wielkim Lokajem Francji,
- Ludwika z Akki (ok. 1235–1263), który poślubił Agnieszkę de Beaumont i sam został wicehrabią Beaumont.

W 1229 Jan został poproszony przez baronów Łacińskiego Cesarstwa Konstantynopola o zostanie regentem. Warunkiem była zgoda na to, by Baldwin de Courtenay poślubił drugą córkę Jana, Marię, i został jego następcą. Jan rządził Konstantynopolem przez 9 lat, w 1231 został koronowany na cesarza. W 1235 z kilkoma oddziałami udało mu się odepchnąć oblegające go armie Jana III Dukasa Watatzesa, cesarza Nicei, i Iwana Asena II, cara Bułgarii. Po odniesieniu tego ostatniego zwycięstwa, prawdopodobnie wyolbrzymionego przez łacińskich kronikarzy, Jan wstąpił do zakonu franciszkanów.

## W literaturze
- Został uwieczniony w literaturze przez Zofię Kossak w powieści Bez oręża.

## Herby
| Rodu de Brienne | Króla Jerozolimy | Cesarstwa Łacińskiego |